# ماهی‌آباد (میانه)
ماهی‌آباد یکی از روستاهای استان آذربایجان شرقی است که در دهستان کندوان بخش کندوان شهرستان میانه واقع شده‌است. فاصله ان از شهر میانه حدود ۲۰ دقیقه است. اکثر خانه‌های ان به سبک جدید ساخته شده‌اند و خانه‌های نو جای خانه‌های قدیمی را گرفته‌است. به علت ارتباط زیاد با شهر آداب و رسوم این روستا نیز شباهت زیادی به آداب شهری دارد. «اصغری» «عظیمی» « رحمانی» نام خانوادگی اکثر اهالی این روستا می‌باشد.